# Kannathil Muthamittal
Pour plus de détails, voir Fiche technique et Distribution.
Kannathil Muthamittal (கன்னத்தில் முத்தமிட்டால்)  est un film de guerre indien, écrit et réalisé par Mani Ratnam, sorti en 2002.

## Synopsis
Thiruchelvan (Madhavan), ingénieur et écrivain, et Indra (Simran), présentatrice du journal télévisé, vivent avec leurs trois enfants. Lors de son neuvième anniversaire, ils apprennent à l'aînée, Amudha (P. S. Keerthana), qu'elle a été adoptée et que sa mère biologique vit au Sri Lanka. Amudha veut retrouver ses parents biologiques et réussit à convaincre Thiruchelvan et Indra de l'y aider. La famille se rend au Sri Lanka où la guerre les attend.

## Fiche technique
Sauf indication contraire, les informations mentionnées dans cette section peuvent être confirmées par la base de données cinématographiques IMDb,  présente dans la section « Liens externes ».
- Titre  : Kannathil Muthamittal
- Titre original : கன்னத்தில் முத்தமிட்டால்
- Réalisation : Mani Ratnam
- Dialogues : Sujatha
- Direction artistique : Sabu Cyril
- Photographie : Ravi K. Chandran
- Montage : A. Sreekar Prasad
- Musique : A.R. Rahman, Chinmayee Sripada, M.S. Viswanathan
- Paroles : Vairamuthu
- Production : Mani Ratnam, G. Srinivasan
- Société de production : Madras Talkies
- Pays d'origine :  Inde
- Langues : Tamoul, anglais, cingalais
- Format : Noir et blanc/Couleurs - 2,20:1 - DTS/DTS-Stereo - 35 mm
- Genre : Drame, guerre
- Durée : 130 min
- Dates de sorties en salles : 
  -  Inde : 14 février 2002

## Distribution
- Madhavan : Thiruchelvan
- Simran : Indra
- P. S. Keerthana : Amudha
- Nandita Das : Shyama
- J.D. Chakravarthy : Dileepan
- Prakash Raj : Wikramesinghe